# Wilhelminafontein (Breda)

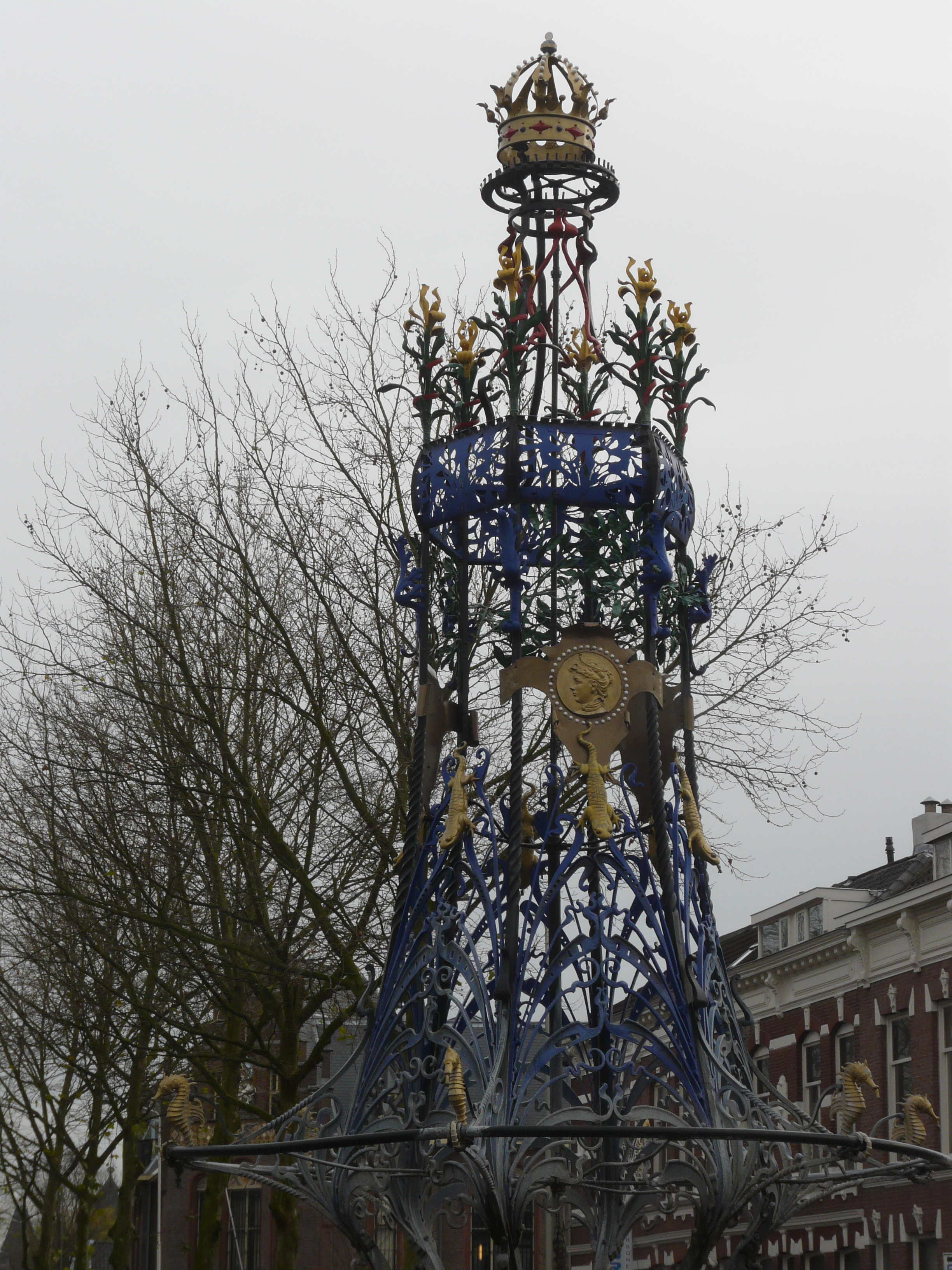

De Wilhelminafontein is een bouwwerk in het centrum van de Nederlandse stad Breda.
De Wilhelminafontein werd in 1898 op de Grote Markt neergezet ter gelegenheid van de troonsbestijging van koningin Wilhelmina. De fontein werd ontworpen door de beeldhouwer Abraham Frans Gips uit Den Haag. De uiteindelijke uitvoering werd gedaan door de firma Vincent & Co en de firma Petit uit Breda. In 1909 werd de fontein verplaatst naar de Sophiastraat.